# 栃木朝鮮初中級学校

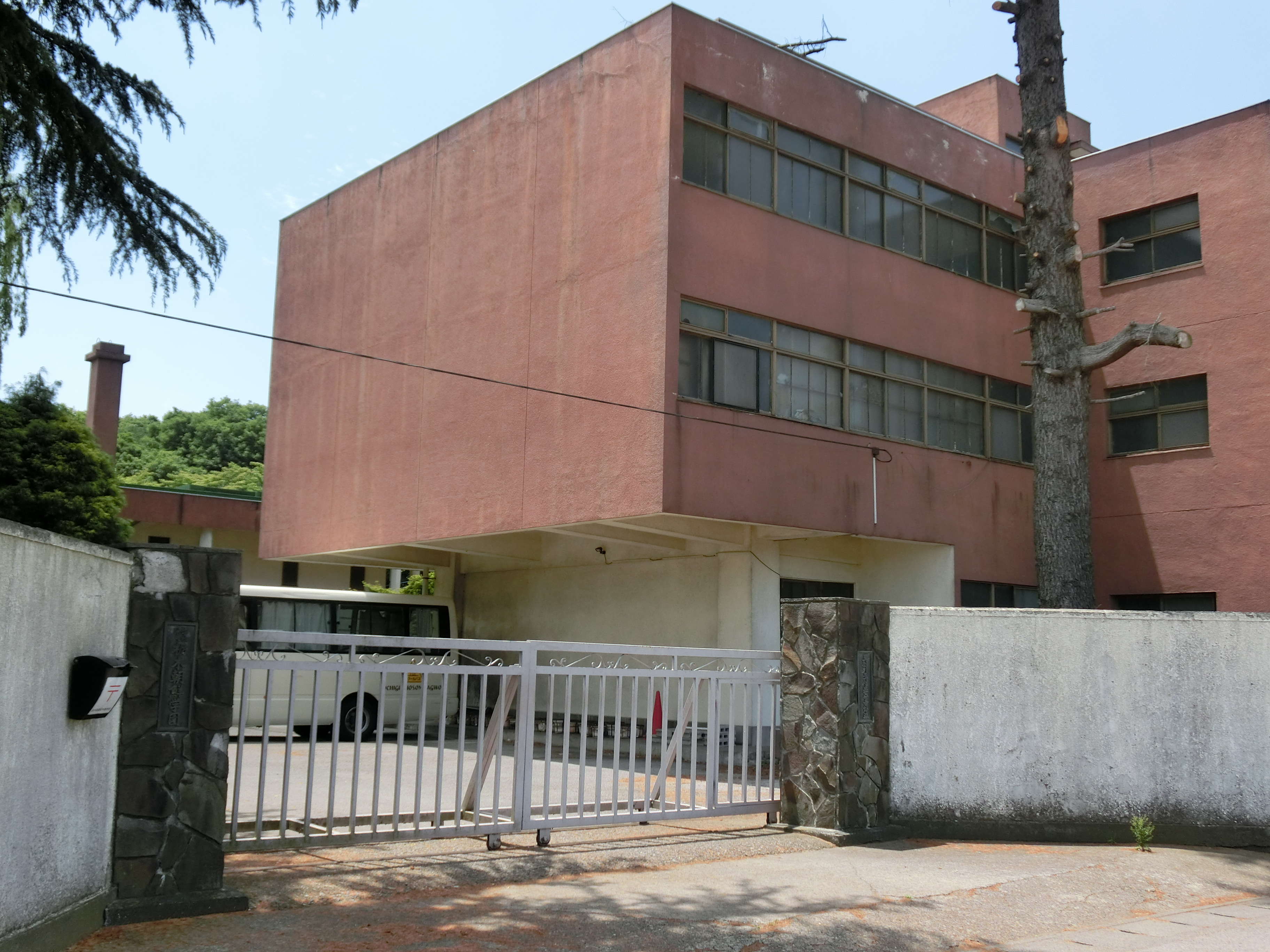
栃木朝鮮初中級学校

栃木朝鮮初中級学校（とちぎちょうせんしょちゅうきゅうがっこう、도찌기조선초중급학교）は、学校法人栃木朝鮮学園が運営する栃木県小山市にある朝鮮学校である。
日本の小中学校に相当する教育を行っている各種学校（非一条校）である。

## 行事
- 4月入学式
- 3月卒業式

## 学科
- 中級部
- 初級部

## 生徒数
- 2017年6月時点で11人。[1]

## 所在地
- 〒323-0806 栃木県小山市大字中久喜1518